# Pterorhinus
Pterorhinus es un género de aves paseriformes en la familia Leiothrichidae.

## Especies
Se reconocen las siguientes especies:
- Pterorhinus ruficollis (Jardine & Selby, 1838) – charlatán cuellirrufo;
- Pterorhinus nuchalis (Godwin-Austen, 1876) – charlatán nuquipardo;
- Pterorhinus chinensis (Scopoli, 1786) – charlatán golinegro;
- Pterorhinus mitratus (Müller, S, 1836) – charlatán mitrado;
- Pterorhinus treacheri (Sharpe, 1879) – charlatán de Treacher;
- Pterorhinus vassali (Ogilvie-Grant, 1906) – charlatán cariblanco;
- Pterorhinus galbanus (Godwin-Austen, 1874) – charlatán goligualdo;
- Pterorhinus courtoisi (Ménégaux, 1923) – charlatán coroniazul;
- Pterorhinus gularis (McClelland, 1840) – charlatán colirrufo;
- Pterorhinus delesserti (Jerdon, 1839) – charlatán de Delessert;
- Pterorhinus albogularis (Gould, 1836) – charlatán gorjiblanco;
- Pterorhinus ruficeps (Gould, 1863) – charlatán coronirrufo;
- Pterorhinus davidi Swinhoe, 1868 – charlatán de David;
- Pterorhinus pectoralis (Gould, 1836) – charlatán acollarado grande;
- Pterorhinus poecilorhynchus (Gould, 1863) – charlatán rojizo de Formosa;
- Pterorhinus caerulatus (Hodgson, 1836) – charlatán flanquigrís;
- Pterorhinus berthemyi (Oustalet, 1876) – charlatán rojizo chino;
- Pterorhinus lanceolatus Verreaux, J, 1871 – babax chino;
- Pterorhinus woodi (Finn, 1902) – babax indio;
- Pterorhinus waddelli (Dresser, 1905) – babax gigante;
- Pterorhinus koslowi (Bianchi, 1905) – babax de Koslov;
- Pterorhinus sannio (Swinhoe, 1867) – charlatán payaso;
- Pterorhinus perspicillatus (Gmelin, JF, 1789) – charlatán enmascarado.